# Мировая художественная культура
Мировая худо́жественная культу́ра (МХК) — в российском образовании учебный предмет в школе и высшей школе, изучающий основы художественной культуры. Решением Министерства Просвещения РСФСР с 1977 года курс МХК преподавался как экспериментальный вариант обязательного предмета в старших классах общеобразовательной школы, а с 1988 года — уже как обязательный учебный предмет в старших классах общеобразовательной школы.
В начальной школе преподаются основы предмета, родное искусство. В 5—6 классе преподаётся художественная культура древнего мира. В 7 классе преподаётся художественная культура Средневековья. В 8 классе художественная культура неевропейских стран. Может также преподаваться русская художественная культура. В 9 классе преподаётся мировая художественная культура XX—XXI веков. В 10—11 классах идёт повторение изученного и более глубокое изучение пройденного в 5—9 классах. В высших учебных заведениях предмет изучается глубже по регионам и странам.